# Gertraud Jahn

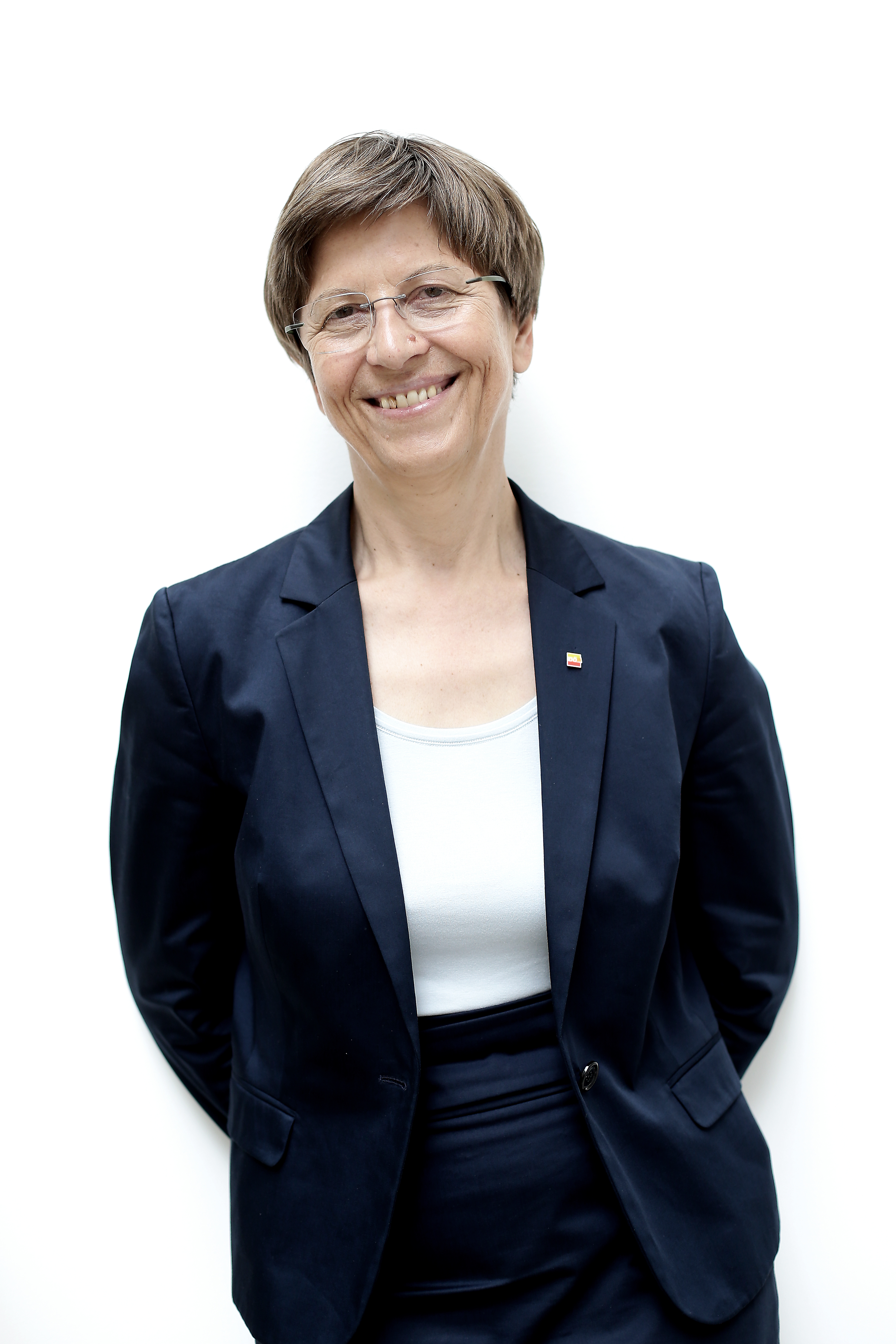
Landesrätin Gertraud Jahn

Gertraud Jahn (* 13. Jänner 1957 in Salzburg) ist eine österreichische Politikerin (SPÖ).
Sie war von 2003 bis 2014 Abgeordnete zum oberösterreichischen Landtag, fungierte ab 2011 auch als Obfrau des Klubs der sozialdemokratischen Landtagsabgeordneten Oberösterreichs und war von Jänner 2014 bis Oktober 2015 als Mitglied der Oberösterreichischen Landesregierung Landesrätin mit Zuständigkeit für das Sozial- und Wohlfahrtsressort.

## Leben und Wirken
Nach dem Besuch der Handelsakademie, die sie mit Matura abschloss, studierte sie Betriebswirtschaft an der Johannes Kepler Universität Linz. Sie ist verwitwet und lebt mit ihrem Sohn in Mauthausen.
Von 1977 bis 1982 war sie Geschäftsführerin des Jugendcamps am Attersee. Anschließend wechselte sie in die Abteilung Wirtschaftspolitik der Arbeiterkammer Oberösterreich, wo sie 1988 die Leitung des Referats für Betriebswirtschaft übernahm und 1991 mit der Leitung der Abteilung betraut wurde. Nach ihrer Wahl zur Landtagsabgeordneten beendete sie ihre Funktion als Abteilungsleiterin und reduzierte ihre Tätigkeit auf eine 40-Prozent-Teilzeitbeschäftigung. Ende 2011 beendete sie ihre Arbeit in der Arbeiterkammer.
Jahn war vom 23. Oktober 2003 bis 23. Jänner 2014 Abgeordnete zum oberösterreichischen Landtag und war Mitglied in folgenden Ausschüssen: Petitionen und Rechtsbereinigung (Vorsitzende), Finanzen, volkswirtschaftliche Angelegenheiten, Bildung sowie Verfassung und Verwaltung.
Ab 11. November 2011 leitete sie nach ihrer einstimmigen Wahl zur Obfrau des SPÖ-Landtagsklubs als erste Frau einen Landtagsklub im oberösterreichischen Landtag. Im Oktober 2013 wurde Jahn als Nachfolgerin von Josef Ackerl als Soziallandesrätin vorgeschlagen und am 23. Jänner 2014 als solche angelobt.

## Auszeichnungen
- 2008: Elfriede-Grünberg-Preis
- 2016: Großes Ehrenzeichen des Landes Oberösterreich[4]